# Таинственный остров (фильм, 1929)
«Таинственный остров» (англ. The Mysterious Island) — американский научно-фантастический приключенческий драматический художественный фильм 1929 года, снятый по ранней двухцветной технологии «Техниколор». В настоящее время доступна только чёрно-белая версия фильма, поскольку цветная утрачена. По мотивам одноимённого романа (1874) Жюля Верна.

## Сюжет
Сюжет фильма не имеет почти ничего общего с оригинальным романом Верна.
Вымышленным прибрежным королевством Хетвия правит воинственный и коварный барон Фэлон. Его подданные, рабочие и крестьяне, часто поднимают против него восстания. Недалеко от берега на охраняемом острове работает дворянин, изобретатель и учёный, граф Андре Даккар с группой инженеров, механиков и рабочих, на его острове «все равны». Фэлон поддерживает дружеские отношения с гением. Даккар занят строительством двух подводных лодок, так как подозревает на дне океана наличие разумных гуманоидных жителей, чьи фрагменты костей регулярно всплывают на поверхность.
Наконец работа завершена, Даккар приглашает Фэлона присутствовать при первом спуске под воду. Николай Роджет, лучший инженер острова и жених дочери Даккара, Сони, уговаривает графа остаться на острове и предлагает свою кандидатуру на пост первого капитана подводного судна. Тот соглашается. Первое в мире подобное погружение проходит успешно, с глубины в 100 футов даже есть радиосвязь. Даккар показывает Фэлону свою вторую подводную лодку, также полностью готовую. Внезапно на остров нападают войска Фэлона, Даккара и Соню берут в плен и начинают пытать, требуя выдать все секреты и формулы, относящиеся к подводным судам. Также устроена засада на всплывающую лодку, но экипаж вовремя замечает неладное и успевает погрузиться обратно.
Облачившись в скафандры, Николай с товарищем тайком проникают в док со дна, переносят Даккара на лодку, но найти Соню не могут. Впрочем она вскоре сама выходит на связь с лодкой, они уславливаются о месте и времени встречи. Однако это оказывается ловушкой Фэлона, который заставил говорить девушку под пыткой, а затем привязал её к столбу в означенном месте. Едва лодка всплывает у берега, где мечется привязанная Соня, на субмарину обрушивается град выстрелов, и она, повреждённая, уходит на дно. В пылу сражения никто не замечает, как Соню освобождает и уводит с берега друг, который предлагает отбить у захватчиков вторую подводную лодку и отправиться вниз, к № 1.
Со значительными потерями лодка № 2 уходит под воду, на борту кроме экипажа также находятся Соня, Фэлон и его несколько солдат. В ярости Соня разбивает насос, баки заполняются водой и лодка стремительно погружается в бездну. Тем временем лодка № 1 уже с трудом выдерживает давление воды, до конца остаётся несколько часов. Неожиданно путешественникам поневоле предстаёт подводный город, населённый небольшими уткоподобными гуманоидами. Они пытаются вскрыть субмарину, но им планам мешает внезапно появившееся огромное чудовище. Экипаж с помощью торпед убивает монстра, а затем выходит для контакта.
Вскоре № 2 опускается на дно неподалёку от № 1. Соня упрашивает Фэлона отпустить её на № 1, чтобы увидеть отца и жениха, а за это обещает принести рабочий насос. Фэлон и его солдаты идут с ней. На дне происходит встреча двух экипажей, Даккар в ярости убивает Фэлона. Ощутив вкус человеческой крови, жители подводного города нападают на всех людей, а также выпускают на них огромного осьминога. В общей суматохе Николай и Соня снимают насос с № 1, отбиваясь от врагов, доносят его до № 2 и устанавливают там. Николай, Соня, тяжело раненый Даккар и несколько членов экипажа покидают негостеприимных подводных жителей.
Тем временем войска Фэлона захватили остров Даккара и предаются там пьянству и разврату. Экипаж графа, вооружённые ими рабочие и «странные подводные существа» с лёгкостью возвращают остров себе.
Приказ графа Даккара: всем покинуть док. Женщины, дети, мужчины, несущие на носилках графа, все поднимаются на взгорье. Даккар произносит речь, в которой говорит, что не хотел бы остаться в человеческой памяти как создатель инструмента для смерти и разрушения. Поэтому он взрывает верфь с доками. А теперь он хотел бы, чтобы его перенесли в единственную подводную лодку в мире, в которой он и похоронит себя на дне океана. Из последних сил двигая рычагами, Даккар уводит своё детище под воду.

## В ролях
- Лайонел Берримор — граф Андре Даккар, учёный-изобретатель
- Джейн Дейли[англ.] — графиня Соня, дочь Даккара
- Ллойд Хьюз — Николай Роджет, инженер
- Монтегю Лав — барон Фэлон
- Гарри Гриббон — Михаил, мастер
- Снитц Эдвардс[англ.] — Антон
- Гибсон Гоуленд — Дмитрий, механик
- Долорес Бринкман — Тереза

### В титрах не указаны
- Полин Старк
- Карл Дейн
- Роберт Дадли[англ.] — рабочий
- Гарри Тенбрук[англ.] — рабочий
- Анджело Росситто — подводное существо

## Создание

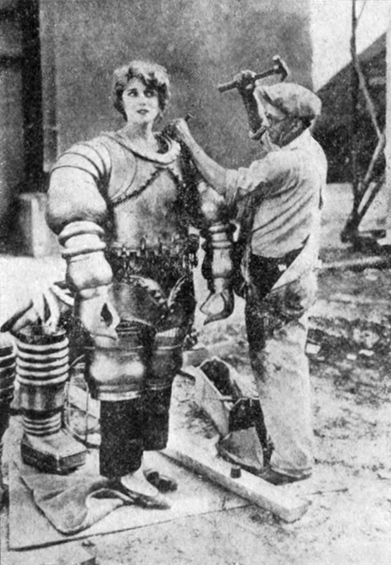
Гадсден, Жаклин облачается в скафандр для съёмки сцены «под водой»

Съёмки фильма начались в 1926 году, и по различным причинам, таким как погода и, главное, перелом эпохи кино с немого на звуковое, постоянно затягивались. В итоге лента вышла на экраны только 5 октября 1929 года и довольно редким способом сочетает в себе элементы немого и звукового кино: отдельные диалоги звучат, большинство передаётся титрами, присутствуют звуковые эффекты. Из-за того, что когда фильм был уже полностью снят, было решено добавить в него несколько звуковых диалогов, пришлось переснимать все сцены с бароном Фэлоном, которого первоначально играл швед Уорнер Оулэнд и имел заметный акцент.
Фильм был цветным (кроме подводных съёмок, сделанных Джоном Уильямсоном на Багамских Островах), что редкость для того времени, но до наших дней, к сожалению, дошла только его чёрно-белая версия.